# جيمس نيوتن (ملحن)
جيمس نيوتن (بالإنجليزية: James Newton)‏ هو موزع وملحن أمريكي، ولد في 1 مايو 1953 في لوس أنجلوس في الولايات المتحدة.

## وصلات خارجية
- جيمس نيوتن على موقع ميوزك برينز (الإنجليزية)
- جيمس نيوتن على موقع أول ميوزيك (الإنجليزية)
- جيمس نيوتن على موقع ديسكوغز (الإنجليزية)